# Sif

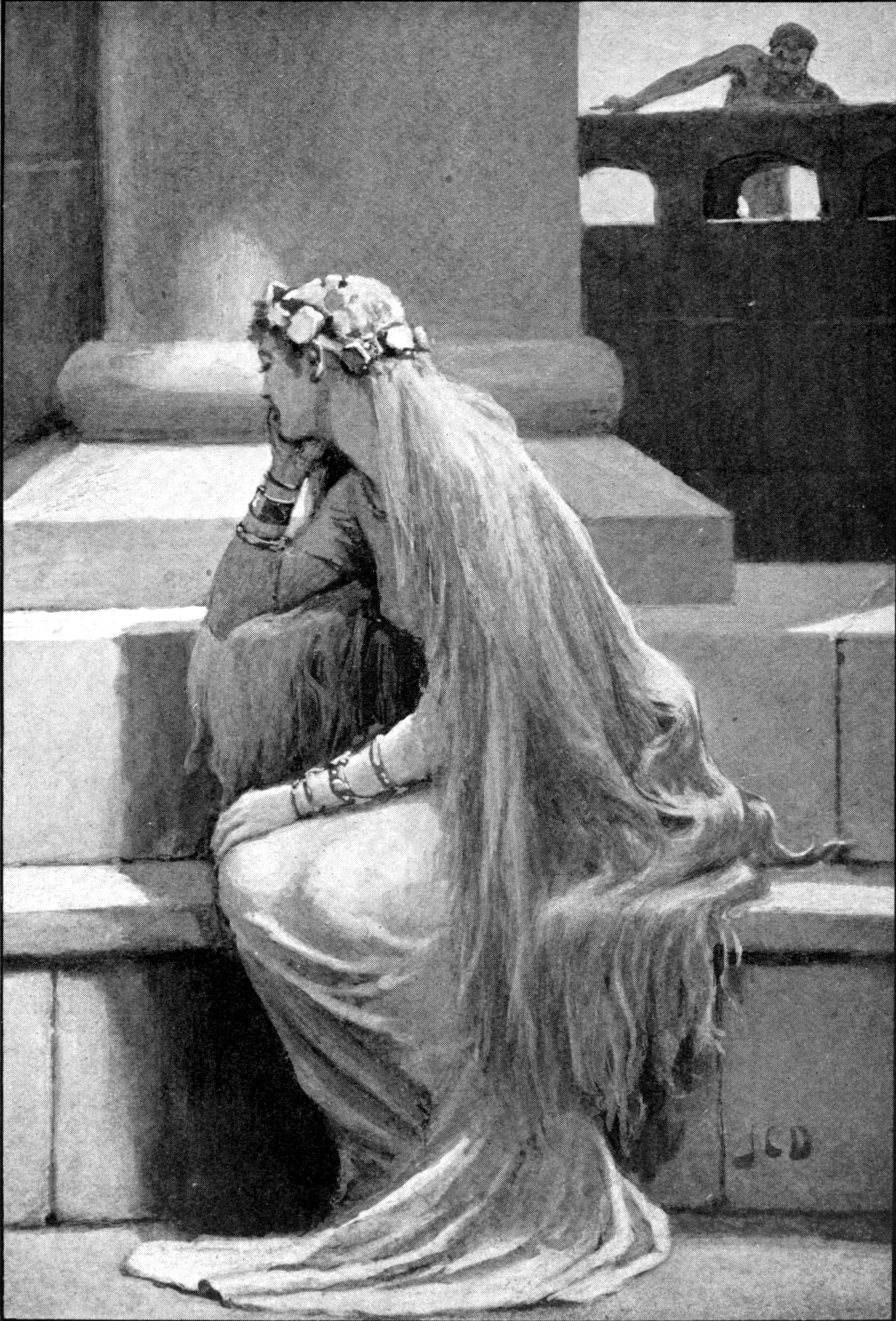
Sif (1909) per John Charles Dollman

En la mitologia escandinava, Sif és l'esposa de Tor i mare de Modi i Magni. Deessa dels cereals.
Sif apareix a l'Edda poètica, compilada al segle xiii a partir de fonts tradicionals anteriors, a l'Edda prosaica escrita al segle xiii per Snorri Sturluson, i en la poesia d'skald. Tant a la "Edda poètica" com a l'"Edda prosaica", Sif és l'esposa del déu del tro Tor i és coneguda pels seus cabells rossos.
A l'"Edda prosaica", Sif és nomenada com la mare de la deessa Trud amb Tor i d'Ul·le amb un pare el nom del qual no està registrat. També narra que per culpa de Loki va perdre els seus cabells, que eren molt bonics, i que Tor va obligar a Loki a tenir una capella d'or feta per Sif, resultant no només en les tresses daurades de Sif, sinó en altres cinc objectes per a altres déus.
Els estudiosos han proposat que el pèl de Sif pugui representar camps de blat daurat, que pugui estar associat amb la fertilitat, la família i el matrimoni, i que pugui haver-hi una al·lusió al seu paper o, possiblement, al seu nom al antic poema anglosaxó Beowulf.

## Etimologia
El nom  Sif  és la forma singular de la paraula plural nòrdic antic sifjar. Sifjar només apareix en forma de singular quan fa referència a la deessa com a nom propi i és similar a l'anglès antic sibb i a l'anglès modern sib (que significa "afinitat, connexió, matrimoni") i en altres llengües germàniques: la llengua gòtica 𐍃𐌹𐌱𐌾𐌰, l'alemany antic sippa i l'alemany modern Sippe. Sifjar apareix no només en poesia antiga i registres de llei, sinó també en compostos (byggja sifjar significa "casar-se"). Utilitzant aquesta etimologia, l'acadèmic John Lindow dona els significats de "relació jurídica", Andy Orchard proporciona "relació" i Rudolf Simek dona "relació per matrimoni".

## Influència moderna
Sif ha inspirat el nom d'un volcà al planeta Venus (Sif Mons) i una glacera al nord de Groenlàndia (Sif Glacier).
La caracterització de Sif en mitjans moderns tendeix a ser molt més marcial que en les fonts originals. El personatge de Marvel Comics, Sif, es basa en el mite nòrdic de Sif i és interpretat per Jaimie Alexander a la pel·lícula Marvel Studios Tor, la seva seqüela, i a aparicions a la sèrie de televisió Marvel's Agents of SHIELD.